# IMAGE (satélite)
O IMAGE (acrónimo em inglês para: Imager for Magnetopause-to-Aurora Global Exploration) é um satélite artificial da NASA destinado a fazer medições de partículas na magnetosfera terrestre e estudar a interação dos ventos solares com a magnetosfera. Foi lançado em 25 de março de 2000 da base da força aérea de 
Vandenberg, nos Estados Unidos da América, a bordo de um foguete Delta II 7326.
O IMAGE foi o primeiro satélite com instrumentação adequada para detectar partículas em grandes distâncias e não nas imediações do satélite, como antes, ficando medindo densidades, energias e massas de partículas carregadas em todo o volume da magnetosfera.

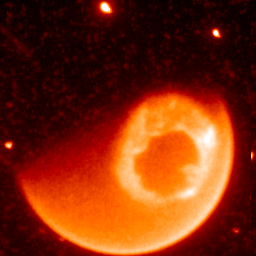
Imagem de uma aurora em ultravioleta através do IMAGE.

## Instrumentos
- High Energy Neutral Atom (HENA) , para obter imagens de partículas neutras, construído pelo Laboratório de Física Aplicada da Universidade Johns Hopkins.
- Médio de Energia Neutral Atom (MENA) , semelhante ao anterior, mas detecção de partículas de baixa energia.
- Baixa Energia Neutral Atom (LENA) , semelhante ao anterior, mas a detecção de partículas de baixa energia.
- Ultravioleta extremo (EUV) , câmera para fotos com o ultravioleta final, construído pela Universidade do Arizona.
- Far Ultraviolet (FUV) , à câmara ultravioleta distante, construído pela Universidade da Califórnia em Berkeley, Estados Unidos.
- Rádio Plasma Imager (RPI).

## Histórico
Após ter sido lançado em 2000, o satélite funcionou com sucesso até dezembro de 2005, quando suas transmissões deixaram de ser recebidas, o que foi atribuído a uma falha no fornecimento de energia para o transponder. Cerca de doze anos depois, os sinais voltaram a ser detectados por um astrônomo amador canadense. No dia 30 de janeiro de 2018 o Goddard Space Flight Center confirmou que esses sinais eram, de fato, provenientes do satélite IMAGE.